# Чеська золотиста
Чеська золотиста  — порода курей яєчної спрямованості. Виведена в Чехословаччині в 1950-х і 1960-х роках на основі місцевих курей.

## Характеристика
Для птахів цієї породи характерне забарвлення диких банківських курей: курочки мають куропатчасте забарвлення із золотисто-жовтою шиєю, а півні демонструють золотисто-жовто-червоний верх (грива і поперек) і чорний низ. Одним з важливих відмінних ознак цієї породи також є оливкове забарвлення ніг. Особливою рисою породи є незвичайне забарвлення пуху у добових курчат, яке відрізняє їх від усіх інших порід: чорна крапка по золотисто-жовтого пуху, звідки і пішла чеська назва породи «злато крапинка».
Жива вага дорослих курей досягає 1,6-2,2 кг, а півнів — 2,0-2,5 кг. Несучість за перший рік продуктивності в одних джерелах вказується як 160—170 яєць, в інших 170—210. Вага яйця становить близько 54-57 г, забарвлення шкаралупи кремове. Як і більшість легких яєчних курей, порода характеризується підвищеною активністю і рухливістю. Кури цієї породи заносяться у 5,5 місяців. Збереження молодняку досягає 92 %, дорослих курей 78 %.